# Comunicació cel·lular
La comunicació cel·lular forma part d'un sistema complex de comunicació que governa les activitats cel·lulars bàsiques i coordina les accions de la cèl·lula. L'habilitat de les cèl·lules de percebre i respondre correctament als seus microhàbitats és la base del desenvolupament, la reparació de teixit, i la immunitat com també de l'homeòstasi de teixit normal. Els errors en el processament d'informació cel·lular són els responsables de malalties com el càncer, l'autoimmunitat, i la diabetis.
La feina tradicional en biologia s'ha centrat a estudiar parts individuals de les seqüències de la comunicació cel·lular. La recerca en biologia de sistemes ens ajuda a entendre l'estructura subjacent de les xarxes de comunicació cel·lular i com els canvis en aquestes xarxes poden afectar la transmissió i el cabal d'informació. Tals xarxes són sistemes complexos en la seva organització i poden exhibir gran nombre de propietats emergents incloent-hi la biestabilitat i la ultrasensitivitat. La regulació al·lostèrica de llarg abast sovint és un component significatiu dels actes de comunicació cel·lular.

## Comunicació cel·lular en organismes unicel·lulars i multicel·lulars

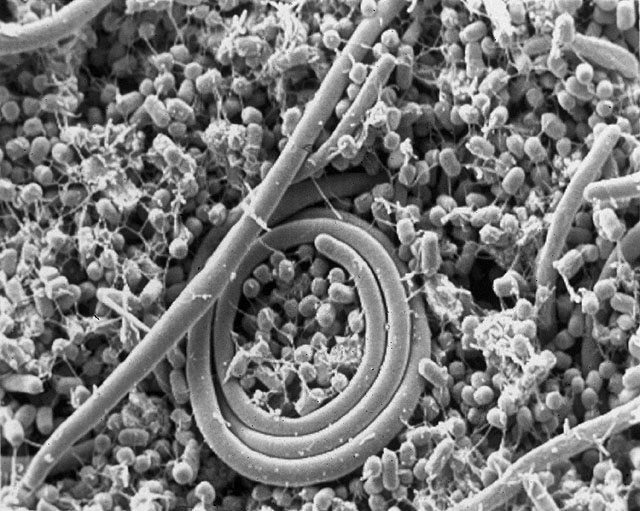
Figura 1. Exemple de comunicació entre bacteris. La Salmonella enteritidis fa servir homoserina lactona per a la percepció de quòrum (veure: Inter-Bacterial Communication)

La comunicació cel·lular s'ha estudiat més extensament en el context de les malalties humanes i la comunicació entre cèl·lules d'un sol organisme. Tot i això, la comunicació cel·lular també es pot produir entre les cèl·lules de dos organismes diferents. En molts mamífers, les cèl·lules de l'embrió primerenc intercanvien senyals amb cèl·lules de l'úter. En el tracte gastrointestinal humà, els bacteris intercanvien senyals entre ells i amb les cèl·lules epitelials i del sistema immunitari humanes. Pel llevat Saccharomyces cerevisiae durant l'aparellament, algunes cèl·lules envien un senyal pèptid (factor aparellador de feromones) al seu entorn. El factor d'aparellament pèptid es pot unir a la superfície cel·lular d'un receptor en altres cèl·lules de llevat i induir-les a preparar-se per a l'aparellament.

### Tipus de senyals

Figura 2. Senyal juxtacrina notch-mediada entre cèl·lules adjecents.

Les cèl·lules es comuniquen entre elles via contacte directe (comunicació juxtacrina), a través de distàncies curtes (comunicació paracrina), o a través de llargues distàncies i/o escales (comunicació endocrina).
Alguna comunicació cèl·lula-cèl·lula necessita contacte cèl·lula-cèl·lula directe. Algunes cèl·lules poden formar juncions gap que connecten el seu citoplasma amb el citoplasma de cèl·lules adjecents. Al miocardi, les juncions gap entre cèl·lules adjecents permeten una propagació del potencial d'acció des de la regió del marcapassos cardíac del cor per a estendre's i coordinadament causar la contracció del cor.
El mecanisme de senyalització notch és un exemple de la comunicació juxtacrina (també coneguda com a comunicació contacte-depenent) en que dues cèl·lules adjecents han d'establir contacte físic per a comunicar-se. Aquesta necessitat de contacte directe permet un control molt precís de la diferenciació cel·lular durant el desenvolupament embrionari. En el cuc Caenorhabditis elegans, ambdues cèl·lules de la gònada desenvolupant tenen la mateixa possibilitat de diferenciar-se definitivament o esdevenir una cèl·lula precursora uterina que es continuï dividint. La tria de quina cèl·lula es continua dividint és controlada per la competició dels senyals superficials cel·lulars. Esdevindrà que una cèl·lula produirà més quantitat d'una proteïna superficial cel·lular que activarà el receptor Notch de la cèl·lula adjecent. Això activa un bucle de retroalimentació o sistema que redueix l'expressió Notch a la cèl·lula que es diferenciarà i que incrementa el Notch a la superfície de la cèl·lula que continua com a cèl·lula mare.
Molts senyals cel·lulars són transportats per molècules secretades per una cèl·lula i es mouen per a establir contacte amb altres cèl·lules. Els senyals endocrins s'anomenen hormones. Les hormones són produïdes per les cèl·lules endocrines i viatgen a través de la sang per a arribar a totes les parts del cos. L'especificitat de la comunicació es pot controlar només si algunes cèl·lules poden respondre a una hormona particular. Els senyals paracrins com l'àcid retinoic afecten només les cèl·lules a la vora de la cèl·lula emissora. Els neurotransmissors representen un altre exemple de senyal paracrí. Algunes molècules comunicadores poden funcionar tant com una hormona com un neurotransmissor. Per exemple, l'epinefrina i la norepinefrina poden funcionar com a hormones quan són secretades per la glàndula suprarenal i transportades al cor mitjançant el torrent sanguini. La norepinefrina també la poden produir les neurones per a funcionar com a neurotransmissor dins el cervell. L'estrogen el pot secretar l'ovari i funcionar com a hormona o actuar localment via comunicació paracrina o autocrina. Espècies actives d'oxigen i el monòxid de nitrogen també poden actuar com a missatgers cel·lulars. Aquest procés és conegut com a comunicació redox.

### Receptors per la motilitat i la diferenciació cel·lular
Les cèl·lules reben informació de les seves veïnes a través d'una classe de proteïnes conegudes com a receptors. La Notch és una proteïna superficial cel·lular que funciona com a receptor. Els animals tenen un petit grup de gens que codifiquen proteïnes senyalitzadores que interaccionen específicament amb els receptors Notch i estimulen una resposta en les cèl·lules que expressen la Notch a la seva superfície. Les molècules que activen (o, en alguns casos, inhibeixen) receptors es poden classificar com a hormones, neurotransmissors, citocines, i factors de creixement, però totes elles s'anomenen lligants receptors.
Com mostra la figura 2 (dalt, esquerra), la notch actua com un receptor per lligants que s'expressen en cèl·lules adjecents. Mentre alguns receptors són proteïnes superficials cel·lulars, d'altres es troben a dins de les cèl·lules. Per exemple, l'estrogen és una molècula hidròfoba que pot traspassar la bicapa lipídica de les membranes. Com a part del sistema endocrí, els receptors d'estrogen intracel·lulars d'un ventall de tipus cel·lulars els pot activar l'estrogen produït als ovaris.
Existeix un gran nombre de receptors transmembranosos per petites molècules i hormones pèptides com també receptors intracel·lulars per hormones esteroides, dotant les cèl·lules de l'habilitat de respondre a un nombre més gran d'estímuls hormonals i farmacològics. En les malalties, sovint, les proteïnes que interaccionen amb els receptors s'activen distretament, resultant-ne senyals posteriors constituïdament activats.
Per uns quants tipus de molècules senyalitzadores intracel·lulars que són incapaces de penetrar la membrana cel·lular hidrofòbica degut a la seva natura hidròfila, el receptor objectiu s'expressa a la membrana. Quan una d'aquestes molècules senyalitzadores activa el seu receptor, el senyal es transporta dins la cèl·lula normalment mitjançant un segon missatger com el AMPc.

## Tipus de comunicació cel·lular
Depenent si l'organisme és unicel·lular o pluricel·lular existeixen diferents mecanismes de comunicació:

### Comunicació dels organismes unicel·lulars
Les cèl·lules unicel·lulars procarites com els bacteris i els eucariotes com els protozous, viuen en medis aquosos del qual reben múltiples estímuls fisicoquímiques com la llum, la temperatura, la salinitat, l'acidesa, la concentració d'altres substàncies, a les que responen generalment amb moviment, anomenat tàxia. Les cèl·lules unicel·lulars capten dels seus microambient estímuls i processen la informació que reben a través d'una via de transducció de senyals, que controla la direcció del moviment dels seus: pseudòpodes, flagels o cilis. Els éssers unicel·lulars mòbils s'adapten a l'estat físic i químic del seu entorn i poden aproximar-se a allunyar-se de diversos estímuls.
Aquests organismes també produeixen substàncies similars a les hormones, que són captades per individus de la mateixa espècie mitjançant receptors cel·lulars específics de la membrana. Aquest intercanvi d'informació els serveix per a l'intercanvi genètic. Moltes d'aquestes substàncies són pèptids que tenen una seqüència d'aminoàcids similars al dels organismes pluricel·lulars.

### Interacció intercel·lular en organismes pluricel·lulars
Les cèl·lules posseeixen en la membrana plasmàtica un tipus de proteïnes específiques anomenades receptors cel·lulars encarregats de rebre senyals fisicoquímics de l'exterior cel·lular. Els senyals extracel·lulars solen ser lligants que s'uneixen als receptors cel·lulars. Existeixen tres tipus de comunicacions cel·lulars segons el seu lligant.
1. Contacte cel·lular amb lligants soluble. (hormona o factor del creixement)
2. Contacte cèl·lular amb lligants fixes amb una altra cèl·lula.
3. Contacte cèl·lular amb lligants amb la matriu extracel·lular.